# Makana Baku
Makana Baku (Maguncia, Alemania, 8 de abril de 1998) es un futbolista alemán que juega de centrocampista en el Atromitos de Atenas de la Superliga de Grecia.

## Trayectoria
De ascendencia congoleña, Makana Baku y su hermano Bote Baku jugaron en las categorías inferiores del Mainz 05. Makana Baku debutó profesionalmente en 2015 con el SV Gonsenheim de la Oberliga, quinta división del sistema de ligas de Alemania. Tras su paso por el SG Sonnenhof Großaspach de la 3. Liga, en junio de 2019 se anunció su vinculación al Holstein Kiel por tres años, por una tarifa de transferencia no revelada. En el mercado de invierno fue cedido hasta final de temporada al Warta Poznań de la Ekstraklasa polaca. El 12 de julio de 2021 se hizo oficial su llegada al Göztepe SK, firmando un contrato hasta 2024. Iniciada la ventana de transferencias del mercado de verano, Baku regresó a Polonia para jugar en el Legia de Varsovia hasta 2025, en un traspaso cifrado en alrededor de 350 000 euros. A pesar de llegar como una de las grandes promesas del equipo, especialmente después de su buen rendimiento con el Warta, la elevada competencia dentro del plantel varsoviano motivó su salida al OFI Creta de la Superliga de Grecia el 15 de enero de 2024, en calidad de préstamo hasta final de temporada. La siguiente continuó en el país heleno, una vez ya desvinculado del Legia, para jugar con el Atromitos de Atenas.

## Estadísticas

### Clubes
Actualizado al último partido jugado el 13 de noviembre de 2022.
| SV Gonsenheim · Alemania | 5.ª           | 2015-16       | 7   | 1  | - | - | - | - | 7   | 1  | 0,14 |
| SV Gonsenheim · Alemania | Total         | Total         | 7   | 1  | 0 | 0 | 0 | 0 | 7   | 1  | 0,14 |
| SG Sonnenhof Großaspach · Alemania | 3.ª           | 2017-18       | 28  | 1  | - | - | - | - | 28  | 1  | 0,04 |
| SG Sonnenhof Großaspach · Alemania | 3.ª           | 2018-19       | 38  | 4  | - | - | - | - | 38  | 4  | 0,11 |
| SG Sonnenhof Großaspach · Alemania | Total         | Total         | 66  | 5  | 0 | 0 | 0 | 0 | 66  | 5  | 0,08 |
| Holstein Kiel · Alemania | 2.ª           | 2019-20       | 20  | 4  | 2 | 3 | - | - | 22  | 7  | 0,32 |
| Holstein Kiel · Alemania | Total         | Total         | 20  | 4  | 2 | 3 | 0 | 0 | 22  | 7  | 0,32 |
| Warta Poznań · Polonia | 1.ª           | 2020-21       | 13  | 6  | - | - | - | - | 13  | 6  | 0,46 |
| Warta Poznań · Polonia | Total         | Total         | 13  | 6  | 0 | 0 | 0 | 0 | 13  | 6  | 0,46 |
| Göztepe SK Turquía | 1.ª           | 2021-22       | 20  | 2  | 2 | 1 | - | - | 22  | 3  | 0,06 |
| Göztepe SK Turquía | Total         | Total         | 20  | 2  | 2 | 1 | 0 | 0 | 22  | 3  | 0,14 |
| Legia Varsovia · Polonia | 1.ª           | 2022-23       | 13  | 0  | 2 | 0 | - | - | 15  | 0  | 0    |
| Legia Varsovia · Polonia | Total         | Total         | 13  | 0  | 2 | 0 | 0 | 0 | 15  | 0  | 0    |
| Total carrera | Total carrera | Total carrera | 132 | 17 | 6 | 4 | 0 | 0 | 138 | 21 | 0,16 |
| (1) Incluye datos de Copa de Alemania y Copa de Turquía. (2) Incluye datos de Liga Europa de la UEFA y Liga Europa Conferencia de la UEFA. (3) No incluye goles en partidos amistosos. |               |               |     |    |   |   |   |   |     |    |      |

## Palmarés

### Títulos nacionales
| Título               | Club              | País    | Año     |
| -------------------- | ----------------- | ------- | ------- |
| Copa de Polonia      | Legia de Varsovia | Polonia | 2022-23 |
| Supercopa de Polonia | Legia de Varsovia | Polonia | 2023    |